# Robot de compañía
Un robot de compañía es un robot creado para crear una compañía real o aparente para los seres humanos. Los mercados objetivo de los robots de compañía incluyen a los ancianos y a los niños solteros. Se espera que los robots de compañía se comuniquen con los no expertos de una manera natural e intuitiva. Ofrecen una variedad de funciones, como monitorear el hogar de forma remota, comunicarse con personas o despertar a las personas por la mañana. Su objetivo es realizar una amplia gama de tareas que incluyen funciones educativas, seguridad del hogar, tareas de agenda, entretenimiento y servicios de entrega de mensajes, etc.
La idea de la compañía con robots ya existía en las ficciones de ciencia ficción de la década de 1970, como R2-D2. A partir de finales del siglo XX, los robots de compañía comenzaron a hacerse realidad, principalmente como mascotas robóticas. Además de los fines de entretenimiento, los robots interactivos también se introdujeron como un robot de servicio personal para el cuidado de personas mayores alrededor del año 2000. El uso de inteligencia artificial permite que estos robots respondan a las emociones humanas. A través del aprendizaje automático, pueden analizar el habla, el tono y las expresiones faciales para detectar si estás feliz, estresado o un poco deprimido.
Los robots acompañantes intentan interactuar con los usuarios. Recopilan información de los usuarios en función de sus interacciones y brindan comentarios. Este procedimiento varía ligeramente en función de sus funciones específicas. Por ejemplo, los robots acompañantes sociales mantienen algunas conversaciones sencillas, mientras que los robots acompañantes de mascotas imitan a las mascotas reales.
- Datos: Q55608217